# José Luis Sáez
José Luis Sáez Regalado (Badajoz, 9 de marzo de 1960) fue presidente de la Federación Española de Baloncesto (FEB), desde el 20 de noviembre de 2004 hasta el 9 de julio de 2016. Desde 2004 era miembro del Central Board de la FIBA y desde 2014 formaba parte de su Comité Ejecutivo. También era, desde 2002, miembro del Board de FIBA Europa. Dimitió de todos sus cargos tras una investigación judicial.

## Biografía
Extremeño de nacimiento y el menor de una familia de siete hermanos, repartió su infancia entre su Badajoz natal y Sevilla, ciudad a la que se trasladó su familia cuando él tenía 11 años de edad. En Sevilla estudió en el Colegio San Fernando de los Maristas, entidad de gran tradición de baloncesto. Está casado y tiene tres hijos.
Es licenciado en Derecho por la Universidad de Sevilla y colegiado del Ilustre Colegio de abogados de la capital andaluza. Durante 11 años, entre 1989 y 2000, fue Secretario de la Comisión Provincial de Ordenamiento del Territorio y de Urbanismo de la Junta de Andalucía.

### Dirigente deportivo
Aunque sus primeras vinculaciones con el baloncesto fueron como jugador y posteriormente como entrenador -actividad para la que dispone del Título Superior oficial- su carrera se ha desarrollado prácticamente en su totalidad en el ámbito de la gestión directiva. Con 25 años de edad fue elegido presidente de la Federación Sevillana de Baloncesto, y en 1987 pasó a formar parte de las juntas directivas de la Federación Española de Baloncesto y de la Asociación Española de Entrenadores de Baloncesto. En 1992 fue elegido presidente de la Federación Andaluza de Baloncesto, cargo que ejerció durante doce años.
En 1996 se presentó a las elecciones a presidente de la Federación Española de Baloncesto, en las que fue reelegido Ernesto Segura de Luna. Pero dos años después el propio Segura le incorporó a la FEB como vicepresidente responsable del Área Internacional.
Seis años más tarde, en 2004 la asamblea de la FEB le proclamó presidente con un respaldo prácticamente unánime. En 2008 y en mayo de 2012 fue reelegido.
El 10 de diciembre de 2015, la FEB comunicaba que Sáez, de baja médica tras la publicación de unos controvertidos gastos, dejaba la presidencia en funciones a Juan Manuel Martín Caño, vicepresidente primero de la federación. El 11 de febrero de 2016, José Luis Sáez se reincorpora al ejercicio de sus funciones como presidente de la FEB y hace llegar al Consejo Superior de Deportes la solicitud de autorización para la convocatoria de elecciones de miembros de la Asamblea General, Presidente y Comisión Delegada.

#### Gestión
De la trayectoria reciente de la FEB destaca especialmente el salto económico, habiendo alcanzado un presupuesto por encima de los 20 millones de euros con la particularidad de que más del 95% corresponde a recursos propios y menos del 5% procede de las aportaciones públicas.
En lo deportivo, los éxitos de las selecciones españolas –masculinas y femeninas de todas las categorías- colocaron a España como primer equipo de Europa y segunda del mundo –sólo por detrás de Estados Unidos- en los rankings oficiales de la FIBA.
La FEB es también organizó bajo su dirección campeonatos internacionales, el último de los cuales fue la Copa Mundial de Baloncesto de 2014 de selecciones masculinas absolutas del, año en el que la FIBA concedió a la FEB también la organización de la Copa Mundial de Baloncesto Femenino del año 2018.

#### Reconocimientos
Entre otros reconocimientos y premios, José Luis Sáez cuenta con la Medalla de Oro de la Real Orden del Mérito Deportivo (2010), la Medalla de Oro de la Ciudad de Sevilla (2012) y la Medalla de la Junta de Extremadura (2008).

### Situación judicial
El 9 de diciembre de 2015 se hace público que el Consejo Superior de Deportes (CSD) ha ordenado la realización de una auditoría complementaria a los gastos de la Federación Española de Baloncesto, tras recibir una denuncia que alerta del supuesto uso indebido de fondos federativos por parte de Sáez. Esta práctica se habría mantenido durante años.
Tras la auditoría, realizada por orden del CSD, sobre las cuentas de la FEB, la Fiscalía Anticorrupción inició diligencias de investigación en junio de 2016 contra José Luis Sáez Regalado y otros, por presuntos delitos de malversación de caudales públicos, apropiación indebida, administración desleal y falsedad documental, cometidos durante su gestión al frente de la FEB.